# Felix Reisacher
Felix Reisacher (11 giugno 1994) è un giocatore di football americano austriaco che gioca come wide receiver per i Vienna Vikings.
Dopo aver giocato nei Vienna Knights (vincendo un challenge Bowl) e aver disputato una stagione presso una high school statunitense, si è trasferito ai Danube Dragons, coi quali ha partecipato alla IFAF Europe Champions League 2016. Nel 2022 è quindi passato nella formazione semiprofessionistica dei Vienna Vikings, coi quali ha vinto la ELF 2022.